# Джоузеф Барбера
Джоузеф Роланд „Джо“ Барбера (на английски: Joseph Roland „Joe“ Barbera) (24 март 1911 г. – 18 декември 2006 г.) е влиятелен американски аниматор, режисьор, сториборд художник и карикатурист, чиито филмови и телевизионни рисувани образи десетилетия наред вълнуват милиони почитатели по цял свят.
В началото на живота си живее, получава висше образование и започва кариера в Ню Йорк. Вече сменил няколко професии, Барбера се присъединява към студио „Van Beuren Studios“, а по-късно и „Teritoons“. Премества се в Калифорния и докато е на служба в „Метро-Голдуин-Майер“ се запознава с Уилям Хана. Скоро двамата започват съвместната си работа, дело на която са популярните анимационни герои Том и Джери. След разпадането на отдела по анимация в прочутото студио те откриват свое собствено, носещо името „Хана-Барбера“, което се превръща в най-успешното анимационно студио с продукции като „Семейство Флинтстоун“, „Шоуто на Хъкълбери Хрътката“, „Топ Кет“, „Скуби-Ду“, „Шоуто на Куик Дроу Макгроу“, „Мечето Йоги“, „Смърфовете“, „Шантави състезания“, „Семейство Джетсън“ и др.
Джоузеф Барбера дели с Уилям Хана седем награди „Оскар“ и осем награди „Еми“. Преведени на повече от двадесет езика, техните рисувани филми се превръщат в културни икони, радват се на широка гледаемост и до днес, а героите в тях намират място в редица игри, книги, комикси, списания и други филмови продукции, несъмнено ставайки любимци на малки и големи.

## Личен живот
Джоузеф Барбера се ражда на улица „Деланси“ №10 в нюйоркския квартал Малката Италия, в семейството на сицилианските имигранти Винсент Барбера и Франческа Калвака. Израства с италианския език.:с. 17 – 18, 58, 128, 208 Семейството му се мести във Флатбуш, когато е на четири месеца.:с. 17 – 18, 58 Има двама по-малки братя, Лари и Тед, служили във Втората световна война. Като член на Армията на Съединените щати, Лари участва в настъплението в Сицилия, докато Тед е боен пилот на военновъздушните сили и участва в Алеутската операция.:с. 91 – 95 Баща им се гордее с три процъфтяващи бръснарници, но влечението към хазарта му отнема капитала.:с. 19 Той напуска своето семейство и Барбера попада под грижите на чичо си Джим.:с. 22 – 24
Художественият му талант се проявява още в първи клас.:с. 25 – 26 Завършва бруклинската гимназия „Еразмус Хол“ през 1928 г.:с. 23 По време на ученическите си години завоюва няколко титли по бокс, спонсориран от мениджъра на световния шампион в лека категория Ал Сингър, но скоро загубва интерес към спорта.:с. 30 – 32 През 1935 г. Барбера сключва брак с любимата си от гимназията, Дороти Ърл. Любопитно е, че в училище ги наричат „Ромео и Жулиета“.:с. 28
Джоузеф и неговата съпруга се разделят, щом той заминава за Калифорния. След известно време се събират, но се оказват изправени пред друга раздяла, когато научават, че тя е бременна и носи първото му дете. Бракът е официално прекратен през 1963 г.:с. 58, 61, 66, 90, 129 Запознанството с втората му съпруга Шийла Холдън възниква скоро след развода – в ресторант „Мусо и Франк“, където тя изкарва прехраната си като касиер и счетоводител. За разлика от Дороти, която би предпочела да стои вкъщи с децата, Шийла е привлечена от живота в често посещавания от самия аниматор Холивуд.:с. 137 – 139, 147

## Кариера

### Ранни години
Като гимназист, Барбера работи за един шивач, доставяйки му необходими материали.:с. 28 По време на Голямата депресия прави неуспешен опит да стане част от екипа на списание „The NY Hits“. Постъпва като банков счетоводител в „Irving Trust Company“, търсейки в същото време печатно издание, което да публикува творбите му. Скоро това става факт в списанията „Redbook“, „The Saturday Evening Post“ и „Colier's“, с което има най-голям успех.:с. 35 – 36 Барбера се допитва до Уолт Дисни за съвет относно първите стъпки в анимационната индустрия.:с. 105 Дисни му отвръща, че ще се свърже с него, но това така и не се случва.:с. 38
Прохождащият тогава аниматор взема уроци в училището „Лига на Учениците по изкуства на Ню Йорк“ и „Институт Прат“. Следва назначение в отдела „инк-енд-пейнт“ на „Fleischer Studios“, а след това във „Van Beuren Studios“ като аниматор и сториборд художник през 1932 г.:с. 38 – 42 Работи по анимационни серии като „Мечокът Къби“, „Парад на дъгата“ и „Том и Джери на Ван Бойрен“ (тук съвсем не става въпрос за известните антропоморфни котарак и мишок, създадени няколко години по-късно и донесли му повече слава) с главни действащи лица две силно противоположни по ръст човечета. Когато „Van Beuren Studios“ затваря (1936), той отива в „Terrytoons“, студио на Пол Тери.:с. 53 – 54

### Филмова дейност
Примамен от значително увеличение на заплатата, през 1937 г. Джоузеф Барбера напуска „Terrytoons“ и Ню Йорк и се запътва за Калифорния, където го очаквал гигантът „Метро-Голдуин-Майер“ (нар. по-долу „МГМ“).:с. 58 – 59:с. 106 Открил, че Лос Анджелис страда от „Голямата депресия“ не по-малко от Бруклин, той се озовава на крачка от завръщането в едноименния окръг.:с. 201
Работното му бюро се разполагало срещу това на Уилям Хана. В онези дни осъзнали, че могат да се превърнат в чудесен екип,:Предговор като в крайна сметка те поддържат колегиални и приятелски отношения повече от 60 години. Барбера и Хана влизат в сътрудничество с аниматора Текс Ейвъри, създал за „Уорнър Брадърс“ Дафи Дък и Бъгс Бъни, още режисирал филми за кучето Друпи, за „МГМ“.:с. 33:с. 18
През 1940 г. Барбера режисира заедно с Хана първия филм за „Том и Джери“, наречен „Puss Gets the Boot“ (на български: Котката отнася ботуша) и номиниран за „Оскар“ за най-добър късометражен анимационен филм. От студиото поискват диверсифицирано анимационно портфолио, но въпреки че първият филм добива успех, техният ръководител Фред Куимби не желае да продуцира повече филми за котки и мишки, тъй като според него съществуват предостатъчно такива.:с. 75 – 76 Изненадани от успеха на пилотния филм, авторите се противопоставят на Куимби:с. 45 и продължават да обмислят бъдещите си планове. Хана обаче изведнъж проявява желание да се върне към работата за Рудолф Айзинг – предходен работодател, към когото изпитва лоялност. Аниматорите се срещат с ръководителя си, който разбира, че макар и посочен като единствен продуцент на „Puss Gets the Boot“, Айсинг в действителност не е вложил участие в направата на филма. Тогава ръководителят им позволява да преследват своята идея. Сивият котарак и кафявият мишок отново присъстват на работните скици.:с. 78 – 79
Претърпели някои промени във филмите след първия, главни герои продължават да бъдат гризачът-беладжия и неговият котешки враг, когото непрестанно надхитрява. Хана съобщава, че са решили да изберат темата за котка и мишка, защото „знаехме, че са ни нужни две фигури. Трябва конфликт, гонитба и действие. Котка, вървяща по петите на мишка, се оказа сполучлива идея.“ Джоузеф Барбера и Уилям Хана работят по „Том и Джери“ цели 17 години, режисирайки над 100 анимирани филма. Такива са правени и във време на война, Втората световна.:с. 92 – 93 Том и Джери разчитат повече на движение, отколкото диалог. Макар и популярни, филмите за тях често са критикувани поради съдържащото се прекомерно насилие.:с. 42:с. 134 Въпреки всичко сериите дори печелят награди на Филмовата академия на Съединените щати, първата от които отива за „The Yankee Doodle Mouse“ (Янки Дудъл мишок, 1943) – военновременно приключение. Номинирани за 14 академични награди, Том и Джери носят на създателите си общо 7. Успехът им така и не бива повторен. Съществуват и игрални филми на „МГМ“ с участие на анимационния тандем, сред които „Anchors Aweigh“ (Вдигане на котвите, 1945) и „Invitation to the Dance“ (Покана за танц, 1956), където си „партнират“ с Джийн Кели, и „Dangerous When Wet“ (Опасно, когато е мокро, 1953) с Естер Уилямс.
В допълнение на създадените филми, Барбера и художникът-оформител Харви Айзенбърг учредяват специализираната в комикси компания „Диърфилд Пъблишинг“. Активна от 1946 до 1951 г., благодарение на нея се появяват на бял свят комикси като „Джуни Пром“ и „Фокси Фагън“.
Фред Куимби приема всяка една от академичните награди, без да извика Барбера и Хана на сцената. Той е вписан като единствен продуцент на филмите, последвайки същата практика, поради която набеждава Айзинг.:с. 83 – 84 Куимби веднъж забавил обещано повишение на Барбера с шест месеца.:с. 82 След пенсионирането му през 1955 г. двамата са поставени начело на анимационния отдел на студиото. Вследствие финансови загуби заради телевизията, от същото студио скоро разбират, че преиздаването на стари анимационни филми е далеч по-доходоносно от продуцирането на нови.:с. 2 – 3, 109 През 1957 г. на бизнес мениджъра на Барбера и Хана е наредено да бъде закрит анимационния отдел в „МГМ“, като служителите са съкратени с телефонни обаждания.:с. 2 – 3, 109 Внезапното прекратяване на дейността изглеждало озадачаващо, защото героите Том и Джери постигат отлични резултати.

### Телевизионна дейност
Джоузеф Барбера влиза в сферата на телевизията през 1957 г. покрай сътрудничеството си с Робърт Бюканън. Появява се „Полковник Блийп“ – първата серия цветни рисувани филми. Те включват някои футуристични идеи и т.нар. „ограничена анимация“ (или още „лимитирана“), използвана от самия Барбера и в други телевизионни продукции по-нататък във времето. Работата над „Полковник Блийп“ обаче се оказва краткотрайна.
Същата година Барбера отново обединява сили с бившия си партньор Хана – този път за продуцирането на рисувани филми за кино и телевизия. Както в „МГМ“, техните умения се допълвали; Барбера бил изкусен художник, а Хана се отличавал с таланта си за тайминг, изграждане на истории и наемане на други опитни художници. Важните решения вземали заедно, въпреки че ежегодно си разменяли титлата на президент.:с. 120:с. 77, 146 Хана получава предимство в именуването на новата компания благодарение на подхвърляне на монета.:Предговор Отначало компанията носи името „Х-Б Ентърпрайзис“, но по-късно то е променено „Хана-Барбера Пръдакшънс“. Техен колега от „МГМ“ и режисьор на „Вдигане на котвите“, Джордж Сидни, става трети партньор, бизнес мениджър в компанията и собственик на част от нея, осигурява сделка за разпространение и оборотен капитал със „Screen Gems“, телевизионния отдел на „Колумбия Пикчърс“.:с. 81 – 83
Първият продукт на новосъздадената компания е „Шоуто на Ръф и Реди“, разказващо на зрителя за приятелство между куче и котка. Безразличният отговор на публиката не спира екипа да продължи с опитите. Така възникват успешните „Хъкълбери хрътката“ и „Шоуто на Йоги“. Проучване от 1960 г. показва, че половината от зрителската аудитория на „Хъкълбери хрътката“ се състои от възрастни. Компанията е подтикната към създаването на нови анимационни серии, „Семейство Флинтстоун“. Пародия на ситуационната комедия „Младоженците“ (The Honeymooners), анимацията представя типично семейство от Каменната ера, използваните от членовете му необичайни домакински уреди, много говорещи животни и също гости-знаменитости. Гледано от деца и възрастни, „Семейство Флинтстоун“ се превръща в първото хитово праймтайм шоу. Култовата реплика на Фред Флинтстоун „яба-даба-ду“ навлиза и в ежедневната употреба. Студиото се качва на върха в областта на телевизионната анимация. „Семейство Джетсън“ е футуристичната версия на „Семейство Флинтстоун“, но последното остава далеч по-популярно.
Към края на 60-те „Хана-Барбера Пръдакшънс“ все още е най-успешното анимационно студио в бранша. Продуцирани са над 3000 половинчасови анимационни предавания. Сред създадените повече от 100 анимационни филми са „Шоуто на Куик Дроу Макгроу“, „Топ Кет“, „Джони Куест“, „Шоуто на Магила горилата“, „Шоуто на Атомната мравка“, „Скуби-Ду“, „Супер приятели“ и „Смърфовете“. Компанията също така продуцира анимации базирани на „Алиса в страната на чудесата“, „Джак и бобеното стъбло“ и „Сирано дьо Бержерак“, създадени са и два пълнометражни филма – „Паяжината на Шарлот“ и „Песента на Хайди“.:с. 228 – 230
Обожавани от зрители, филмите на Барбера и Хана не се харесват на художници. Телевизионните програми били осъществявани с по-малък бюджет, отколкото киноанимациите – тази икономическа реалност става причина за прекратяване работата на студия през 50-те и 60-те, оставяйки много служители безработни. Хана-Барбера се оказва ключово за развитието на ограничената анимация като техника,:с. 75:с. 54 позволяваща на телевизионните анимации да бъдат още по-ефективни от икономическа гледна точка, но често понижаваща качеството на продукцията. За пръв път двамата аниматори експериментират с тази техника през ранните дни на „Том и Джери“.:с. 74, 115 За да бъдат намалени разходите по всеки епизод, на фокус били диалози между героите, а не анимационни детайли. Номерът на скиците за един седемминутен епизод пада рязко от 14 000 на около 2000, компанията въвежда иновативни идеи като промени на заден план (англ. rapid background changes). Критици критикуват промяната от детайлна анимация на повтарящи се движения на двуизмерни фигури. Барбера веднъж споделя, че е трябвало да бъде направен избор между вместване в бюджета и съкращение на работници.:с. 75:с. 54 Новият стил не оказва негативно влияние върху успеха на анимационните им програми, позволявайки на студио „Хана-Барбера“ да се задържи в бизнеса и осигурявайки работа на много хора, които другояче биха останали без такава. След време лимитираната анимация проправя път на „Семейство Симпсън“ и „Саут Парк“.
През декември 1966 г. „Хана-Барбера Пръдакшънс“ е продадено на „Taft Broadcasting“ (преименувана на „Great American Communications“ през 1987 г.) за сумата от 12 милиона долара.:с. 162, 235 – 236 Барбера и Хана остават начело на компанията до 1991 г.:с. 16:с. 151 Тогава компанията е продадена на „Търнър Броудкастинг Систъм“ за около 320 милиона. През 1992 г. „Търнър“ започват да използват материали от каталога на двамата аниматори за новия си кабелен канал, Cartoon Network.
През средата на 90-те „Хана-Барбера“ произвеждат серии специално за телевизионния канал, сред които „Лабораторията на Декстър“ и „Реактивните момичета“. „Търнър“ става едно цяло с „Тайм Уорнър“ (собственици на „Уорнър Брадърс“) през 1996 г.
Джоузеф Барбера и Уилям Хана остават като съветници в бившата си компания, работейки периодично върху нови анимационни телевизионни програми, включително епизоди на „Анимационното анимационно шоу“ и пълнометражни версии на „Семейство Флинстоун“ (1994) и „Скуби-Ду“ (2002). В създадения през 2000 г. филм за Том и Джери „The Mansion Cat“ домакинът е озвучен от Барбера.
След смъртта на Хана (от рак на гърлото през март следващата година) „Хана-Барбера“ е слято с „Уорнър Брос. Анимейшън“, а отделът, посветен на Cartoon Network, се обособява под името „Cartoon Network Studios“. Барбера остава активен като изпълнителен продуцент на пълнометражни филми и телевизионни сериали като „Какво ново, Скуби-Ду?“ и „Приказки за Том и Джери“. Той също сърежисира, съпродуцира и отчасти написва сценария на последния филм за Том и Джери (The Karate Guard, 2005), завръщането на героите на екран. Неговият последен проект е „Том и Джери: Лешникотрошачката“ (2007), който по-късно му е посветен.

## Смърт
Барбера умира на 18 декември 2006 г. в дома си в квартал Студио Сити, Лос Анджелис – от естествена смърт, на 95-годишна възраст. Това слага края на седемдесетгодишната му кариера. Съпругата му стои неотлъчно до него докрая; да продължат рода остават трите деца от първия му брак: Джейн (работела за „Хана-Барбера“), Лин и Нийл, а също двама внуци и петима правнуци.:с. 105 – 107 Филмите „Скуби-Ду: Големият студ“, „Том и Джери: Лешникотрошачката“ и „The Karate Guard“ са посветени на него. Погребан е в частна секция на Големия мавзолей, гробищен парк Форест Лоун, Глендейл.

## Духовно и културно наследство
Повечето създадени от Барбера и Хана рисувани филми се въртят около темата за приятелство и съдружие, като примери за това са Фред и Барни, Том и Джери, Скуби и Шаги, Семейство Джетсън, Йоги и Бу-Бу. Възможно е те да са отражение на близките отношения между двамата, продължили толкова дълго.:с. 214 От професионална гледна точка, положителните и отрицателните им черти се уравновесявали, но самите те движели в напълно различни социални кръгове. Докато сред приятелите на Хана имало главно аниматори, Барбера общувал с холивудски знаменитости – Жа Жа Габор била чест гост в дома му.:с. 52 – 53, 137 – 139, 147, 222 – 224 Поделянето на работата им не било трудна задача, но рядко си говорели извън студиото, защото Хана просто се любувал на природата, а Барбера се отдавал на добрата храна, качествените питиета и плажовете.:с. 120 – 121 Истината е, че те като цяло били мълчаливи, поне що се отнася до комуникацията помежду им, макар да работят с над 2000 анимационни герои. Барбера отбелязва: 
| „ | Ние се разбирахме чудесно, като всеки един от нас гледаше на труда на другия с дълбоко уважение. | “ |

 Хана веднъж казва, че „едва ли познава някой, който би могъл да улови настроението и израза по-добре от Барбера.“
Барбера и Хана са сред първите осъзнали огромния потенциал на телевизията. Ленард Молтин заявява, че екипът на „Хана-Барбера“ е „държал рекорда за последователно продуциране на изключителни анимации година след година – без почивка; героите в тях са не само суперзвезди, но при това и обичана част от американската поп култура“. Те често са смятани за единствените конкуренти на Уолт Дисни.
Барбера и Хана оказват трайно въздействие върху телевизионната анимация.:с. 16 Анимационните им филми нерядко са включвани в списъци с най-добрите. Много от техните герои се появяват във филми, книги и медии. Броят зрители, гледали техни продукции, надвишава 300 милиона през 60-те. Създадени са преводи на много езици. Освен с анимацията, проектите на Барбера и Хана се славят и с музиката към тях. „The Cat Concerto“ (1946) и „Johann Mouse“ (1952) са обявени за „шедьоври на анимацията“, най-вече заради класическата музика в тях.:с. 34:с. 133
Завоюваните от екипа на „Хана-Барбера“ награди са многобройни, най-престижните от които седем „Оскар“-а и осем награди „Еми“.:с. 32 „Хъкълбери хрътката“ става първата анимация получила „Еми“. Екипът също печели следните награди: „Златен глобус“ за телевизионни постижения (1960), златна награда „IKE“ (1983), награда „Пайъниър“ от „Броудкаст Мюзик Инкорпорейтед“ (1987), награда „Ирис“ (1988), награда от Асоциацията на лицензираните промишлени търговци за цялостно творчество (1988), награда на Академията за телевизионни изкуства и науки (1988), „Джеки Куган“ за изключителен принос за младежта (1988), награда „Фредерик Зив“ за постижения в областта на телекомуникацията (1989), звезди в Алеята на славата (1976), няколко награди „Ени“,:с. 170 дори няколко за екология. През март 2005 г. Академията за телевизионни изкуства и науки и „Уорнър Брос. Анимейшън“ изграждат скулптура в чест на Барбера и Хана – в Телевизионната алея на славата.
През 1992 г. Джоузеф Барбера се среща с Майкъл Джексън, запален фен на анимационни филми. Повод за срещата е неуспешен опит за уреждане участие на певеца за саундтрака на „Том и Джери: Филмът“. Барбера нахвърля пет скици на Том и Джери за Джексън и ги автографира. Джексън автографира за него снимка с дъщеря си Никол с думите:
| „ | На моя герой от вчера, днес и утре, с огромна благодарност за всичките рисувани приятели, които ми даде като дете. Те ми бяха всичко.:с. 236 – 237 | “ |